# Leptognathioides vicina
Leptognathioides vicina is een naaldkreeftjessoort . De wetenschappelijke naam van de soort is voor het eerst geldig gepubliceerd in 1913 door Hansen.